# Балтички неопаганизам
Балтички неопаганизам је категорија аутохтоних религиозних покрета који су се ревитализовали унутар балтичког народа (првенствено Литванаца и Летонаца). Ови покрети вуку своје порекло још од 19. века и били су потиснути под Совјетским Савезом ; након његовог пада били су сведоци процвата упоредо са буђењем националног и културног идентитета балтичких народа, како у њиховим домовинама тако и међу балтичким заједницама исељеника, са блиским везама са покретима за очување природе. Један од првих идеолога препорода био је пруски литвански песник и филозоф Видунас.
Током посете папе Фрање балтичким државама 2018. године, покрети Диевтури и Ромува послали су заједничко писмо папи Фрањи позивајући га да подстакне сухришћане да поштују сопствени верски избор и престану да ометају наше напоре да постигнемо национално признање древне балтичке вере. Покрети су рекли да им се не свиђа употреба израза паган јер је препун векова предрасуда и прогона.

## Покрети

### Dievturība
Покрет је покренуо Ернестс Брастинш 1925. године објављивањем књиге под насловом Revival of Latvian Dievturība. Након припајања Летоније Совјетском Савезу, Диевтури су били потиснути, али је покрет наставио да делује међу прогнанима. Од 1990-их, Диевтури је поново уведен у Летонију и поново је почео да расте; 2011. било је око 663 званична члана. Локстенско светилиште Диевтури је свечано отворено 2017.

### Ромува
Ромува је модерно оживљавање традиционалне етничке религије балтичких народа, оживљавање верских обичаја Литванаца пре њихове христијанизације. Ромува тврди да наставља да живи балтичке паганске традиције које су преживеле у фолклору и обичајима.
Ромува првенствено постоји у Литванији, али постоје и конгрегације присталица у Аустралији, Канади, Сједињеним Државама, и Енглеској. И у Норвешкој има присталица Ромувија. Многи следбеници практиковање вере Ромува виде као облик културног поноса, заједно са слављењем традиционалних облика уметности, препричавањем балтичког фолклора, практиковањем традиционалних празника, свирањем традиционалне балтичке музике, певањем традиционалних даина или химни и песама, као и еколошким активизмом и управљајући светим местима.

### Остало
Група за реконструкцију Вилкатлакаи, првобитно названа Балтува, формирана је у Литванији 1995. године и одликује се мушком визијом балтичког паганизма. Покрет Куроно настао је 2003. године као одвајање од Ромуве, изражавајући незадовољство акцентом руководства Ромуве на етнографским студијама на рачун теологије. Такође су били критични према Ромувиној отворености према медијима и другим аутсајдерима на верским догађајима.